# Biodiversidad de Costa Rica

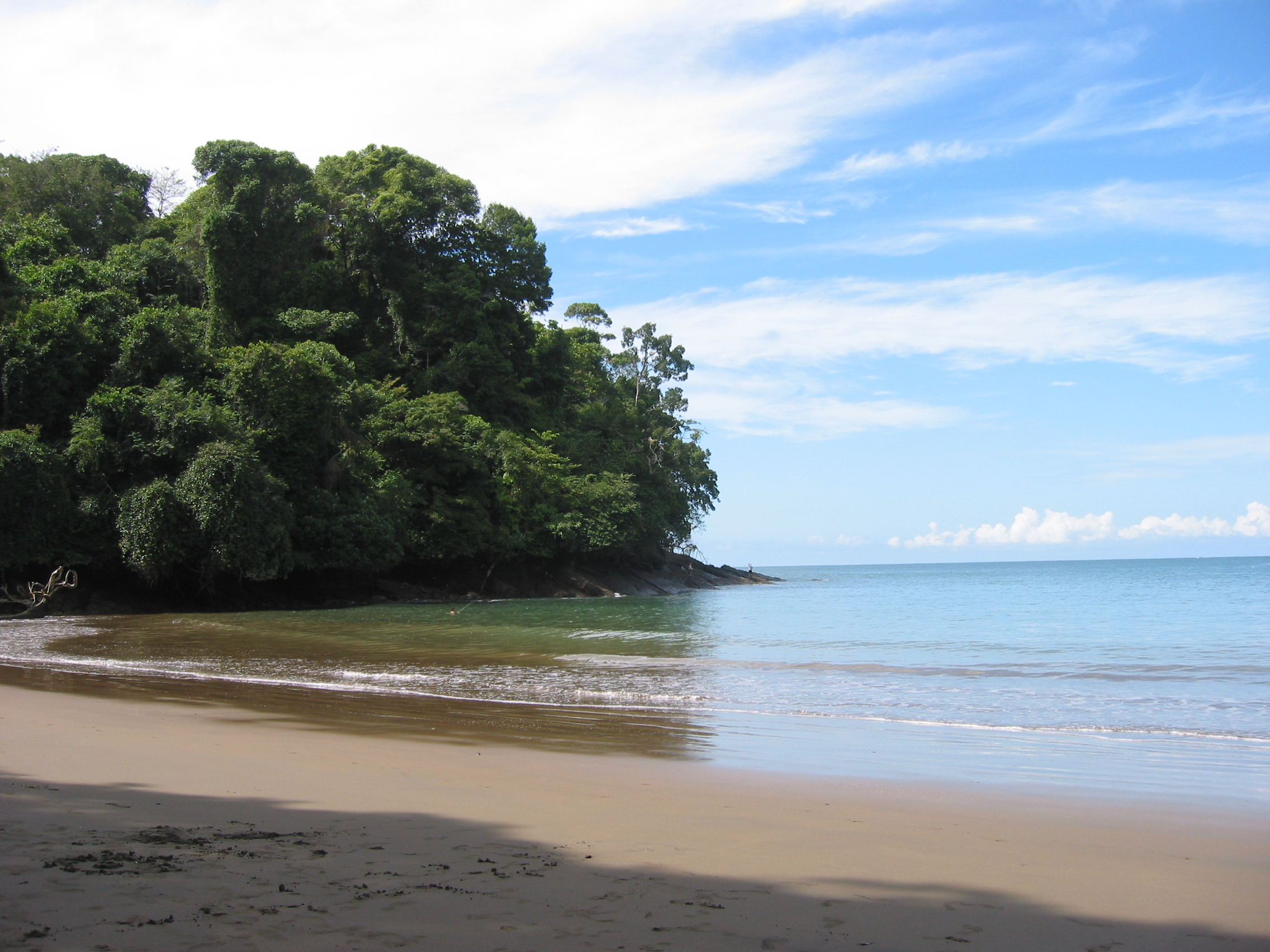
Playa Piñuelas.

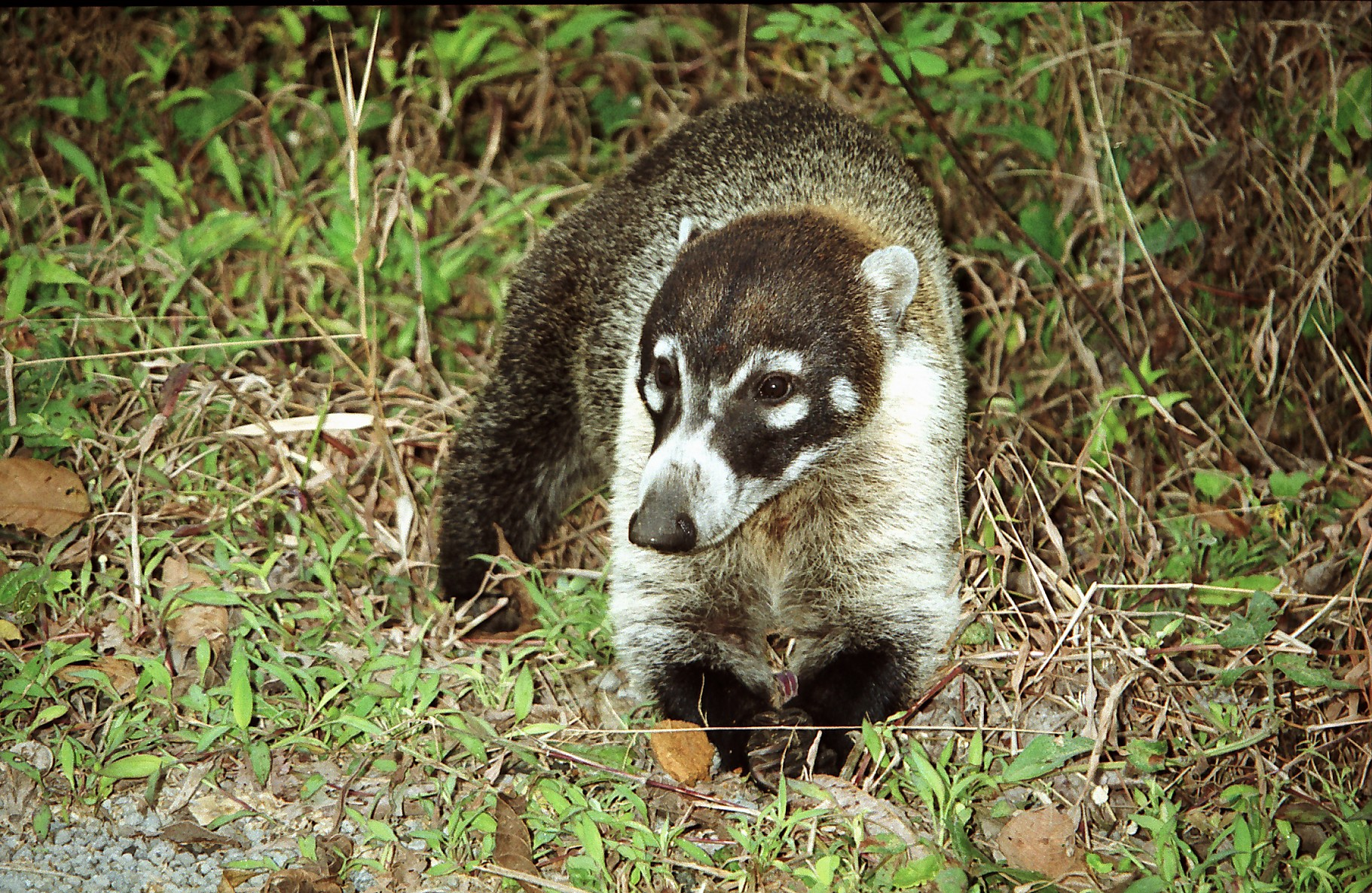
Coatí (Nasua narica).

Con sólo 51.100 km², Costa Rica es considerada uno de los 25 países más biodiversos del planeta. En este pequeño territorio se supone que habitan más de 500.000 especies, esto representa el 6% de la biodiversidad mundial. Sin embargo solo se conoce un 18%, lo que significa que en Costa Rica hay identificadas unas 91,000 especies. A modo de comparación en Costa Rica hay 227 especies de mamíferos aproximadamente mientras que en Sudán con 5.555 especies de mamíferos pero en una extensión mucho mayor.
La primera reserva natural histórica del país fue Cabo Blanco, fundada en 1963. Costa Rica creó en 1970 su red de parques nacionales, la cual es administrada por el SINAC desde 1994, este es un departamento del Ministerio del Ambiente y Energía encargado del mantenimiento, organización y planificación estratégica de todas las áreas protegidas del territorio.
El SINAC cuenta a su cargo 27 parques nacionales (UICN-II) y varias reservas biológicas y forestales que entran en categorías de manejo diferentes. La Cordillera de Talamanca cuenta con un gran número de estas áreas protegidas, incluyendo el Parque internacional La Amistad, que se extiende sobre esta y hasta dentro del territorio panameño, en la península de Osa se encuentra el Parque nacional Corcovado, el cual, es un remanente de bosque tropical lluvioso de tierras bajas único en el mundo, por la gran cantidad de especies que viven allí.
En la región del pacífico noroeste, el Parque nacional Marino Las Baulas es el área de conservación más importante del Pacífico americano para el desove de la tortuga baula, en peligro de extinción. En Costa Rica, también, existen cerca de 350 humedales, que cubren aproximadamente un 7% del territorio nacional, de los cuales 11 se han identificado como «Sitios Ramsar», de importancia a nivel mundial.
Costa Rica cuenta con tres Patrimonios de la Humanidad de la UNESCO que son todos, bienes naturales y son los siguientes:
- La Reservas de la Cordillera de Talamanca–La Amistad/Parque Internacional de la Amistad (declarada en el año 1983)

- El Parque nacional Isla del Coco (declarada en el año 1997) y,

- El Área de Conservación Guanacaste (declarada en el año 1999).[3]

En el caso de la investigación en el campo de la ecología tropical, destaca la Organización para Estudios Tropicales. Fundada en 1963, agrupa 63 instituciones, universidades, museos y fundaciones de Estados Unidos, América Latina y Australia. Está compuesta por una red de tres estaciones biológicas destinadas a este fin: la Estación Biológica La Selva, ubicada en las llanuras del Caribe, al norte del Parque nacional Braulio Carrillo; la Estación Biológica Palo Verde, en el parque del mismo nombre; y la Estación Biológica Las Cruces y el Jardín Botánico Wilson, en las costas del Pacífico Sur. La investigación en biología y ecología ha sido de gran sustento para el desarrollo de las comunidades y el progreso sostenible e integral en economía y sociedad. Mediante proyectos de comunicación se ha educado a la población acerca de temas muy importantes para el desarrollo sostenible y la conservación del medio ambiente. Esta incipiente formación se ha ido inculcando desde etapas muy tempranas en la vida de los costarricenses, lo que ha fomentado en la ciudadanía una valoración hacia los recursos naturales que el país posee. Asimismo, se ha instruido a la ciudadanía a cambiar hábitos, denunciar delitos y tener conocimiento básico de la legislación en términos de manejo del medio ambiente.

## Gran biodiversidad
Hay una gran variedad de especies en la fauna de Costa Rica entre ellas se encuentran:  
- Mamíferos: (227 especies) Destacan las muchas especies de murciélagos, los felinos como el jaguar, el puma y el ocelote, cuatro especies de primates: el capuchino, el mono aullador, el mono araña y el saimiri, las dantas, los manatíes y 30 especies de mamíferos marinos.
- Aves: (+ de 800 especies) Loros, amazonas, guacamayos, águilas y otras aves de presa, etc.
- Reptiles: Un gran número de serpientes, cocodrilos, caimanes y tortugas.
- Anfibios: Ranas y sapos (un total de 183 especies).

A nivel Centroamericano Costa Rica ocupa el primer lugar en anfibios; el segundo en plantas, aves, mamíferos; el tercero en reptiles y peces.
Entre vertebrados y plantas se han identificado unas 13091 especies, lo cual supone la segunda mayor variedad en América Central.
Se estima que Costa Rica es el país con mayor cantidad de especies por unidad de área, con 1.8 especies por km².
En todos los grupos de vertebrados y en el grupo de las plantas, Costa Rica forma parte de los 35 primeros lugares (los de mayor cantidad de especies de cada grupo). Así pues en plantas, Costa Rica se encuentra en el puesto 17; en anfibios, Costa Rica se ubica en el puesto 13; en reptiles, Costa Rica está en el puesto 20; en mamíferos, Costa Rica se encuentra en el puesto 32; en aves, Costa Rica se ubica en el puesto 23.
Las causas de que haya tanta biodiversidad en un país tan pequeño son las siguientes:
- Ubicación geográfica: Costa Rica se encuentra al sur de América Central, en la zona Intertropical del planeta. Las zonas intertropicales del continente americano albergan una mayor biodiversidad que la de los otros continentes. De esta forma 1 km² de selva tropical en Costa Rica, alberga más especies que 1 km² de selva tropical en África Central. Además el país se halla muy cerca del Ecuador, se estima que los países más cercanos al Ecuador son los más biodiversos. Así pues se obtiene que, por ejemplo, la selva tropical del centro de Costa Rica (en un área de 1,200 km²) alberga unas 6,500 especies de plantas; mientras que la Selva Lacandona del estado mexicano de Chiapas (en un área de 9,600 km²) alberga unas 3,000 especies de plantas.

- Dos costas: El hecho de tener dos costas (la del Mar Caribe y la del Pacífico) provoca que Costa Rica tenga muchas más especies marinas que otros países.

- Altitud: El rango de altitud de Costa Rica es muy amplio, ya que va desde el nivel del mar hasta los 3,820 m de altitud. Esto provoca que en el país se desarrollen ecosistemas muy diferentes; así pues en las llanuras bajas del Caribe se da la selva tropical, en tanto que en las zonas de mayor altura de la Cordillera de Talamanca se da la vegetación de páramo.

## Especies Introducidas y Cambio Climático
En las últimas décadas, ha crecido la preocupación por el impacto de especies animales y vegetales introducidas e invasoras fuera de su hábitat natural, especialmente en islas oceánicas pequeñas, donde el impacto suele ser más devastador debido a razones biogeográficas. Este fenómeno también afecta significativamente áreas continentales. La introducción e invasión de estas especies son componentes importantes de los cambios ambientales globales inducidos por el ser humano, acelerados por el aumento de los viajes y la economía global. La rapidez de estas invasiones hoy en día es notable, facilitada por el cambio climático y la destrucción de hábitats. Por ejemplo, muchas especies hortícolas ya se cultivan exitosamente mucho más al norte de sus rangos naturales conocidos, revelando la adaptabilidad y expansión de estas especies. En este contexto, las estrategias de manejo deben considerar la presencia de estas especies "nuevas", evaluando si deben ser erradicadas, toleradas o incluso integradas para enriquecer la flora local y apoyar la restauración ecológica. Costa Rica ilustra este fenómeno con claridad desde el siglo XVI, donde algunas plantas introducidas han tenido impactos socioeconómicos y ambientales significativos. Estas especies continúan llegando y estableciéndose, algunas como invasoras. Desde el siglo XVI, diversas especies de plantas introducidas han dejado una huella significativa en la historia de Costa Rica. Algunas de estas plantas se convirtieron en cultivos de gran impacto socioeconómico y ambiental, mientras que otras se naturalizaron o se volvieron invasoras. En años recientes, continúan llegando nuevas especies como inmigrantes, introducidas de manera intencional.
Una investigación reciente, publicada en 2020, en la revista Cuadernos de Investigación UNED se propuso identificar y clasificar las plantas seminíferas alóctonas de Costa Rica. Esta investigación reveló un total de 144 familias, 623 géneros y 982 especies introducidas. Se destacan 29 familias que comprenden el 60% de los géneros y el 62% de las especies introducidas en el país, a pesar de representar solo el 20% del número total de familias con especies alóctonas. Entre estas, Fabaceae emerge como la familia más diversa con 46 géneros y 70 especies, superando significativamente a Poaceae, que cuenta con 27 géneros y 39 especies, así como a Lamiaceae con un número similar de especies. En cuanto a la flora nativa de Costa Rica, se observa que seis de las familias más diversas (Asteraceae, Euphorbiaceae, Fabaceae, Orchidaceae, Poaceae y Rubiaceae) también son grupos con una presencia notable de especies alóctonas cultivadas y naturalizadas en el país. No obstante, Orchidaceae, la familia más diversa de la flora nativa, ocupa el puesto 27 en cuanto a especies introducidas, en parte debido a la dificultad para cuantificar híbridos. En años recientes, continúan llegando nuevas especies como inmigrantes, introducidas de manera intencional.